# Феодосий (Марченко)
Архиепископ Феодосий (в миру Евгений Леонидович Марченко, укр. Євген Леонідович Марченко; род. 25 марта 1982, Ульяновка, Кировоградская область) — архиерей Украинской православной церкви, архиепископ Ладанский, викарий Нежинской епархии.
Тезоименитство — 5 (18) февраля (память святителя Феодосия Черниговского).

## Биография
Родился 25 марта 1982 года в городе Ульяновке Кировоградской области в семье медиков. В 1999 году окончил общеобразовательную школу № 1 Ульяновки. В том же году поступил на обучение в Национальный медицинский университет имени А. А. Богомольца, который окончил в 2006 году. В 2012 году окончил интернатуру НМАПО имени П. Л. Шупика.
В 2007 году поступил в Киевскую духовную семинарию, которую окончил в 2010 году. В 2010 году поступил в Киевскую духовную академию, которую окончил в 2014 году. В том же году защитил диссертацию на соискание учёной степени кандидата богословия и был назначен преподавателем Киевской духовной семинарии. Нёс послушание руководителя медицинской службы Киевской духовной академии и семинарии.
15 марта 2012 года принял монашеский постриг с именем в честь святителя Феодосия Черниговского.
22 марта 2012 года ректором Киевской духовной академии архиепископом Бориспольским Антонием (Паканичем) был рукоположён во иеродиакона.
9 октября 2012 года митрополитом Киевским и всея Украины Владимиром (Сабоданом) рукоположён в сан иеромонаха.
9 ноября 2015 года возведён в сан архимандрита.
По благословению предстоятеля Украинской православной церкви митрополита Киевского и всея Украины был почислен за штат Киевской епархии и принят в штат Нежинской епархии.
6 декабря 2019 года решением Священного синода УПЦ назначен наместником Благовещенского мужского монастыря Нежинской епархии.
27 июля 2020 года по благословению митрополита Киевского и всея Украины Онуфрия удостоен права ношения второго креста с украшениями.

### Архиерейство
17 августа 2020 года решением Священного синода Украинской православной церкви избран епископом Ладанским, викарием Нежинской епархии. 22 августа наречён во епископа Ладанского, викария Нежинской епархии. 27 августа в Успенском соборе Киево-Печерской лавры за Божественной литургией состоялась епископская хиротония во епископа Ладанского, викария Нежинской епархии, которую совершили митрополит Киевский и всея Украины Онуфрий (Березовский), митрополит Вышгородский и Чернобыльский Павел (Лебедь), митрополит Бориспольский и Броварской Антоний (Паканич), митрополит Черниговский и Новгород-Северский Амвросий (Поликопа), митрополит Северодонецкий и Старобельский Никодим (Барановский), митрополит Нежинский и Прилукский Климент (Вечеря), митрополит Винницкий и Барский Варсонофий (Столяр), архиепископ Черкасский и Каневский Феодосий (Снигирёв), архиепископ Конотопский и Глуховский Роман (Кимович), епископ Иванковский Кассиан (Шостак), епископ Барышевский Виктор (Коцаба), епископ Белогородский Сильвестр (Стойчев), епископ Переяслав-Хмельницкий Дионисий (Пилипчук), епископ Згуровский Амвросий (Вайнагий), епископ Любечский Никодим (Пустовгар), епископ Ирпенский Лавр (Березовский), епископ Бородянский Марк (Андрюк).